# Cá mè trắng Việt Nam
Cá mè trắng Việt Nam (danh pháp hai phần: Hypophthalmichthys harmandi) là một loài cá mè thuộc Chi Cá mè trắng (Hypophthalmichthys).